# 67-я армия
67-я армия — формирование (оперативное войсковое объединение, армия) РККА, в составе ВС СССР, в годы Великой Отечественной войны.
Сокращённое наименование — 67 А.
Армия была сформирована в октябре 1942 года на базе «Невской оперативной группы» Ленинградского фронта и приняла участие во всех значимых операциях битвы за Ленинград в 1943—1944 годах, а в 1944—1945 годах участвовала в освобождении Прибалтики.

## Боевой путь армии

### Формирование
9 октября 1942 года в самом конце Синявинской операции Ставка ВГК директивой № 994233 приказала:

В целях удобства управления на базе Невской оперативной группы создать управление 67-й армии, включив его в состав Ленинградского фронта с содержанием по штату 02/158. Развёртывание полевого управления армии закончить к 20 октября 1942 г.
Командующим новой армией был назначен генерал-майор М. П. Духанов. Первоначальной задачей командования сформировавшейся армии стало приведение в порядок частей и соединений после неудачного наступления и приведение в должное оборонительное состояние всей полосы Невской оперативной группы. К концу года части и соединения армии занимали оборону по правому берегу реки Невы, удерживая плацдарм в районе Московской Дубровки, а также охраняли транспортную магистраль через Ладожское озеро («Дорога жизни»).

### Боевые действия под Ленинградом, 1943 год

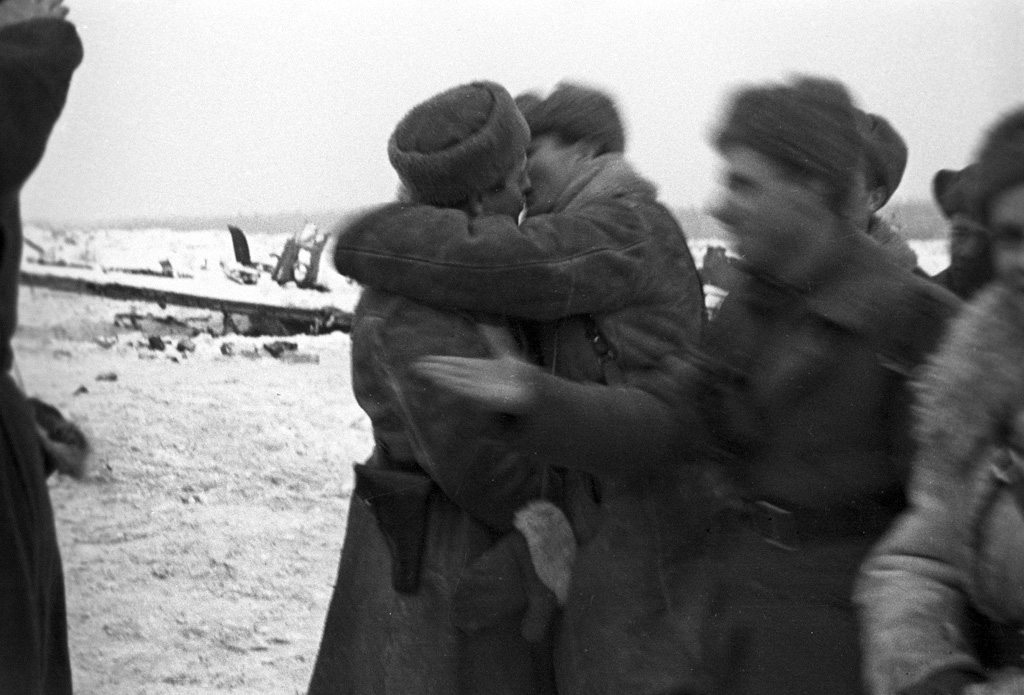
Встреча воинов 2-й ударной и 67-й армий. Фото Дмитрия Козлова.

В конце 1942 года советское командование приняло решение провести операцию по прорыву блокады Ленинграда. В предстоящей операции под кодовым наименование «Искра», 67-й армии наряду со 2-й ударной армией Волховского фронта отводилась решающая роль — встречными ударами вдоль южного побережья Ладожского озера взломать немецкую оборону и тем самым прорвать блокаду Ленинграда. Перейдя в наступление 12 января части и соединения 67-й армии форсировали Неву, преодолели упорное сопротивление противника и 18 января соединились со 2-й ударной армией. Блокада Ленинграда была прорвана, однако дальнейшего развития наступление советских войск не получило. До конца февраля части и соединения 67 А вели ожесточённые бои с противником, но сумели добиться только локальных успехов — во второй половине февраля был ликвидирован мощнейший укрепрайон противника в районе 1-го и 2-го Городков, главным узлом которого было здание 8-й ГРЭС на берегу Невы. Этот успех позволил создать сухопутную связь с «Невским пятачком», героическая и трагическая эпопея которого на этом закончилась.
В середине лета 1943 года войска объединения занимали оборону в 5 — 7 километрах от восточного побережья Ладожского озера по рубежу Московская Дубровка (на левом берегу Невы) — Синявино — Гонтовая Липка. С этих рубежей частям и соединения армии предстояло перейти в наступление согласно плану Мгинской операции — ещё одной попытки разгромить мгинско-синявинскую группировку противника. 22 июля части и соединения 67-й армии перешли в наступление и целый месяц вели ожесточённые бои на участке фронта Арбузово — Синявино, но так и не смогли добиться существенных успехов.
В середине сентября 1943 года войска 67-й и 8-й армии провели ещё одну операцию с целью захвата восточной оконечности «мгинского выступа». Хотя и это наступление не достигло всех поставленных целей, 15 сентября части и соединения 30-го гвардейского стрелкового корпуса 67-й армии сумели взять штурмом Синявинские высоты, что значительно обезопасило от артиллерийских обстрелов противника железнодорожную линию Поляны — Шлиссельбург.

### Переформирование армии, декабрь 1943 года
В начале осени 1943 года советское командование начало разработку плана операции по полному освобождению Ленинграда от вражеской блокады. Для большей эффективности управления войсками 15 декабря Ставкой ВГК и Генштабом было принято решение расформировать 67-ю армию, а 30 декабря преобразовать штаб 55-й армии в штаб новой 67-й армии. Полоса обороны армии значительно увеличилась и включала в себя сектор южнее Ленинграда от Пушкина до Невы и сектор восточнее Невы от Московской Дубровки до Гонтовой Липки. С этих рубежей частям и соединениям новой 67-й армии предстояло перейти в наступление в начале января 1944 года по плану Ленинградско-Новгородской операции уже под начало штаба бывшей 55-й армии во главе с командующим генерал-лейтенантом В. П. Свиридовым.

### Ленинградско-Новгородская операция
14 января войска Ленинградского и Волховского фронтов одновременно перешли в наступление, однако части и соединения 67-й армии до определённого момента ограничивались разведкой и артиллерийским обстрелом позиций противника. 21 января, обнаружив начавшиеся отступление немецких частей из района Мги части 67-й армии и 8-й армии Волховского фронта начали преследование противника и к вечеру того же дня взяли Мгу, а вскоре полностью восстановили контроль над Кировской железной дорогой. В дальнейшем части и соединения армии развивали наступление по линии Тосно — Вырица — Сиверский, обеспечивая левый фланг основных сил Ленинградского фронта. Освободив Сиверский 30 января, части и соединения формирования продолжили наступление на Лугу, нанося главный удар вдоль железной дороги Ленинград — Луга. Наступление развивалось с большим трудом и только 12 февраля Луга была освобождена 67-й армией во взаимодействии с войсками 59-й армии Волховского фронта.
Во второй половине февраля формирования 67-й армии, наступая по линии Луга — Псков, освободили Плюссу, Струги Красные, форсировали реку Череху и вышли к псковско-островскому укрепрайону противника, который был частью стратегического рубежа обороны немецких войск — линии «Пантера». Советские войска попытались сходу прорвать оборону противника, но не достигли успеха.

### ОсвобождениеПрибалтики
В конце апреля 1944 года 67-я армия введена в состав 3-го Прибалтийского фронта, в рядах которого приняла участие в освобождении Прибалтики.
В июле 1944 года советские войска начали Псковско-Островскую наступательную операцию. Если на первом этапе наступления войскам 67-й армии отводилась вспомогательная роль, то в дальнейшим, развивая уже достигнутый успех после прорыва линии «Пантера» другими армиями фронта, части и соединения армии освободили город Остров, а затем — Псков.
К концу июля войска 3-го Прибалтийского фронта вышли на тартуском направлении в район западнее Изборска, а на валговском направлении — к востоку от Алуксне и Гулбене. С этих рубежей войска фронта 10 августа начали Тартускую наступательную операцию, в результате которой советские войска, продвинувшись вперёд на 100—130 километров, создали условия для выхода к Рижскому заливу и значительно способствовали наступлению Ленинградского фронта, выйдя в тыл нарвской группировки противника. Особенно отличились в этой операции части и соединения 67-й армии, который успешно решили поставленные задачи и освободили многие города и населённые пункты, в том числе Печоры, Отепя, Элва, Выру, Гулбине и Тарту.
В сентябре 1944 года советские войска начали Прибалтийскую стратегическую наступательную операцию, частью которой являлась Рижская наступательная операция. 67-я армия, действуя на правом фланге 3-го Прибалтийского фронта и взаимодействую с частями и соединениями левого фланга Ленинградского фронта, прорвала оборону противника, освободила Тырву, Мазсалаца и вышла к исходу 27 сентября к линии обороны противника «Сигулда» в 60 километрах от Риги. В начале октября войска 1-го Прибалтийского фронта в результате Мемельской операции прорвались к Балтийскому морю и отрезали немецкую Группы армий «Север» от Восточной Пруссии. Это обстоятельство заставило немецкое командование ускорить отвод войск из района Риги. 13 октября столица Латвии была освобождена советскими войсками, в том числе частями и соединениями 67-й армии.
16 октября 3-й Прибалтийский фронт был расформирован. 67-я армия снова вошла в состав Ленинградского фронта, в рядах которого до конца войны, находясь на побережье Рижского залива, осаждала войска немецкой Группы армий «Север», блокированные на курляндском полуострове («Курляндский котёл»). Несмотря на неоднократные попытки, ликвидировать немецкую группировку (с 26 января 1945 г. — Группа армий «Курляндия») советским войскам так и не удалось. Только в мае 1945 года немецкие войска в Курляндии сложили оружие. К операции по разоружению и пленению капитулировавших в Курляндии немецких войск привлекались и части 67-й армии.
За мужество и героизм, проявленные в боях с немецко-фашистскими захватчиками, десятки тысяч воинов армии награждены орденами и медалями, а 5 из них присвоено звание Героя Советского Союза. Многие её соединения и части награждены орденами и удостоены почётных наименований.
После войны армия оставалась в составе Ленинградского фронта, воинские части из её состава расформировывались или передавались в другие армии. В июле 1945 года управление армии передали в состав Ленинградского военного округа. В ходе демобилизации в августе 1945 года 67-я армия была окончательно расформирована.

## Командный и начальствующий состав

### Командующие
| N | Командующий армией              | Период                                                      | Воинское звание   | Примечание |
| - | ------------------------------- | ----------------------------------------------------------- | ----------------- | ---------- |
| 1 | Духанов, Михаил Павлович        | 10 октября 1942 — 24 января 1943, февраль - 15 декабря 1943 | Генерал-майор     |            |
| 2 | Черепанов Александр Иванович    | 24 января - февраль 1943                                    | Генерал-майор     |            |
| 3 | Свиридов, Владимир Петрович     | 15 декабря 1943 — 23 марта 1944                             | Генерал-лейтенант |            |
| 4 | Романовский, Владимир Захарович | 24 марта 1944 — 28 февраля 1945                             | Генерал-лейтенант |            |
| 5 | Рогинский, Сергей Васильевич    | 28 февраля — 31 марта 1945                                  | Генерал-лейтенант |            |
| 6 | Симоняк, Николай Павлович       | 31 марта — июль 1945                                        | Генерал-лейтенант |            |

### Заместители командующего армией
- генерал-майор Сиязов, Михаил Александрович (август — октябрь 1944 г.)

Заместители командующего по тылу (ЧВС по хозяйству)
- генерал-майор Смирнов, Иван Емельянович (ноябрь 1943 -май 1945)

### Члены Военного совета
| N | Член Военного совета         | Период                            | Воинское звание | Примечание |
| - | ---------------------------- | --------------------------------- | --------------- | ---------- |
| 1 | Тюркин, Пётр Андреевич       | 10 декабря 1942 — 15 декабря 1943 | Генерал-майор   |            |
| 2 | Хмель, Александр Емельянович | 15 декабря — 25 декабря 1943      | Генерал-майор   |            |
| 2 | Романов, Георгий Павлович    | 4 января 1944 — до конца войны    | Генерал-майор   |            |

### Начальники штаба
| N | Начальник штаба               | Период                          | Воинское звание | Примечание |
| - | ----------------------------- | ------------------------------- | --------------- | ---------- |
| 1 | Крылов, Владимир Алексеевич   | октябрь — ноябрь 1942           | Генерал-майор   |            |
| 2 | Савченко, Емельян Григорьевич | 1 апреля 1943 — 14 декабря 1943 | Генерал-майор   |            |
| 3 | Цветков, Александр Семёнович  | 15 декабря 1943 — 4 апреля 1945 | Генерал-майор   |            |
| 4 | Сидельников, Николай Павлович | 4 апреля 1945 — до конца войны  | Генерал-майор   |            |